# Српски свет
Српски свет јесте политички појам са примарним културно-географским значењем. У одређеним контекстима има језичко, филозофско, духовно, политичко, маркетингшко и друго значење. Аналоган је изразима код других народа Le Monde français, Русский мир, Die deutsche Welt, Il mondo Italiano, Lumea Romaneasca или The English World. Понекад је синоним изразу „српство“.
Почев од 2020. део јавних личности га користи као не сасвим одређен политички појам, који у најширем смислу обухвата идеју јачања кохезије српског народа или нову интеграцију простора са српском етничком већином у федералну државну заједницу.
Поједини критичари, предоминантно из региона, термин Српски св(иј)ет тумаче као обнову перципираних наводних иредентистичких тежњи српске државе.

## Порекло термина
Традиционални српски народни израз „Српски свет“ посведочен је од средине 19. века у српској периодици.
Израз у 19. и раном 20. веку уобичајено користе десетине припадника српске елите, између осталог краљ Никола I Петровић Његош, Јован Јовановић Змај (песма „Малена сам“), Светозар Марковић у чланцима, Жарко Лазаревић (песма „Српски свет“)
 или Владимир Ћоровић („Историја српског народа“, Политичке прилике у Босни и Херцеговини) и други.
Посебно је велики успех код српских и хрватских читалаца с краја 19. века имала популарно-образовна књига Српски свет Петра М. Никетића у неколико издања: 1881, 1885, 1890...
"У Новом Саду, о Ивању-дне 1881" јавност је позвана на претплату на Српски свет, лист за народно јавне, привредне, просветне и забавне ствари, огласом са сликама српских посланика у Угарском сабору Светозара Милетића, Михаила Полит-Десанчића и Нике Максимовића .
У Београду је 1908. године изашло четири броја Српског света, илустровано-забавног листа, чији је власник и одговорни уредник био Војислав Сандић.
У Новом Саду је 1913–1914. године у 37. бројева излазио недељни лист са сликама Српски свет = Srbsky svet = Serbische welt чији је власник и одговорни уредник био Каменко Суботић.

## Актуелна употреба

#### Ново значење појма
Модернизована употреба појма је настала почетком 2016. године у емисији „Гнев Србије“ Радија Снага народа, где је гост Небојша Остојић — Балша оценио да Српство „није државност, граница или национално питање“, већ да је то „Свет вредности“.
На основу ове изјаве о „свету вредности“ у Српству, редитељ и продуцент емисије Миљан Глишић, са образовањем из етнологије и антропологије, исти дан је осмислио ново значење синтагме Српски свет, која се не односи демографију или простор, већ на духовно-културне специфичности народа и њихова значења у глобалној цивилизацији. Глишић каже: „Српски свет се, дакле, односи на Свет вредности једног народа, са његовим посебностима. Појава је универзална, а (гео)политичке околности су пролазне.“
Први пут је израз „Српски свет“ у модерном значењу јавно употребљен и образложен у Удружењу књижевника Србије 12. октобра 2018, у Београду, на церемонији додељивања награде часопис Збиља у говору лауреата Миљана Глишића који је у име радија „Снага народа“ примио награду „Небојша М. Крстић“ за национално и духовно стваралаштво Срба у земљи и свету.

#### Емисија „Српски св(иј)ет“
Термин српски свет односно српски свијет поново је званично употребљен 28. јуна 2020. на подгоричком ИН4С порталу када је на београдској Националној ИН4С телевизији покренута истоимена емисија „Српски св(иј)ет“. Емисију је ауторски обликовао директор ИН4С-а Гојко Раичевић, а продуцирао и режирао сам аутор синтагме Миљан Глишић, који је инсистирао да се емисији да овај назив, као ново виђење српског питања. Концепт „Српског св(иј)ета“ заступа јединство Срба, а посебно односе Београд–Бањалука–Подгорица.
У првој емисији „Српског св(иј)ета“ на Видовдан 2020. гости су били српски интелектуалци којима је 2018. био забрањен улазак у Црну Гору: академик Матија Бећковић, историчари проф. др Чедомир Антић и др Александар Раковић и правник проф. др Дејан Мировић. Прву емисију „Српског св(иј)ета“ је водио Александар Протић, члан састава Београдски синдикат.
Од 2023. године, емисију „Српски Свет Драгослава Бокана“ на ЈуТјубу реализује редитељ Драгослав Бокан.

#### Тумачења у региону
У другој половини 2020. загребачки, поједини подгорички и сарајевски медији почели су да пишу да је један од гостију емисије, српски историчар др Александар Раковић, наводни планер и идеолог политичког концепта српски свет, посебно због ставова изнетих у његовим књигама и наступима у медијима, да би Србија, Црна Гора и Српска требало да се поново уједине у савезну државу. Тако је загребачки Јутарњи лист 29. августа 2020. писао о Раковићевом плану за српско уједињење, названом српски свет. Потом је Ал Џазира 20. септембра 2020. објавила да је Раковић творац концепта српски свет који треба политички да уједини троугао Београд–Бањалука–Подгорица. О Раковићу као навоном идеологу српског света писали су и подгорички листови Побједа (17. новембра 2020) и Дневне новине (21. септембра 2020), као и главни и одговорни уредник подгоричких Вијести (14. фебруара 2021), сарајевски Дневни аваз (10. децембра 2020) и сарајевска Слободна Босна (30. априла 2021). Дигитални форензички центар, који је основан од стране Атлантског савеза Црне Горе, објавио је у априлу 2021. извештај Српски свет – оригинално позајмљен концепт у којем је на страни 7 пише: „Најистакнутији заговорник уједињења Црне Горе, Србије и Републике Српске у једну савезну државу је Александар Раковић, српски историчар и идеолог великосрпског пројекта“. Радио „Слободна Европа“ Централне информативне агенције, у прилогу о навоним плановима председника Србије приписао је 25. јула 2021. идеју Раковићу.
У телевизијској емисији Хрватске радиотелевизије „Што је ʻсрпски светʼ?“, од 23. септембра 2021, објављено је да „повјесничара Александра Раковића сматрају идеологом српског свијета“. Такође, загребачка Телевизија Лаудато, у оквиру Римокатоличке цркве у Хрвата, у емисији "Моја Хрватска" приказала је специјал "Српски св(иј)ет" 9. новембра 2021. где је закључено да су „главни идеолози српског света Иринеј Буловић и Александар Раковић“.

## Употреба од стране српских политичара
Термин српски свет је од државника и политичара први употребио Александар Вулин, министар одбране Републике Србије, дана 26. септембра 2020. године. Тада је изјавио да се нада да председник Републике Србије Александар Вучић ствара српски свет и да Срби имају право да буду политички јединствен народ, као и да он јесте председник свих Срба, а да Београд треба бити центар њиховог окупљања.
Јединство Срба је нужност без које нас неће бити. Срби су постали јединствен политички народ и боље да се на ту чињеницу навикну сви који нападају Вучића што је ојачао Србију.— Александар Вулин, министар одбране Републике Србије
Наредног дана је нешто детаљније говорио о томе шта сматра под појмом српски свет, алудирајући на потребу уједињења српског народа у јединствену државу:
Да смо имали храбрости да у две бивше Југославије нацртамо и кажемо где живимо, не бисмо данас о овоме причали. Али нисмо имали храбрости, а и велике силе никада нису дозволиле Србима да се уједине.— Александар Вулин, министар одбране Републике Србије
Дана 1. маја 2021. године, Вулин је као три основне претпоставке српског света навео: решавање националног питања, спречавање стварања Велике Албаније и превенцију геноцида над српским народом, наводећи да је процес уједињења почео и да јесте незаустављив.
Верујем да стварање српског света решава национално питање Срба, да зауставља ширење ‘велике Албаније’, гарантује Србима да се геноцид над њима никада више неће поновити, а изнад свега осигурава се дуготрајан мир на Балкану. (…)  Захваљујући Вучићу Срби су постали јединствен политички народ и процес уједињења је почео, а то се више неће моћи зауставити.— Александар Вулин, министар унутрашњих послова Републике Србије
Српски свет је прича о вредностима које српски народ има, а везане су за нашу веру, идентитет, писмо, језик и крсну славу. То су вредности у свим српским заједницама где год се оне налазиле и те вредности могу да се сажму у синтагму ’српски свет’. Они који то приказују као територијалну причу о експанзији апсолутно су усмерени ка томе да лажу и подваљују.— Милорад Додик, Српски члан Председништва БиХ Милорад Додик

## Нова значења синтагме
Термин српски свет је ушао у врло широку употребу коју је  Српски национални информативни веб портал ИН4С када је отпочео са емитовањем емисије "Српски св(иј)ет".
Након појаве нон-пејпера, Вулин се 18. априла 2021. године јавно заложио за то да Срби треба да имају јединствену државу, што је и раније заговарао као: „уједињење свих Срба у јединствену државну и политичку заједницу.“ На овај начин је концепт српског света добио и државотворну димензију.
Овај термин користе бројне јавне личности и самостално му учитавају значење које сматрају да највише одговара њиховим виђењима српског националног питања. Тако је термин прихваћен од појединаца као што су историчар др Александар Раковић и Драгослав Бокан.
Научно виђење филозофско-духовних аспеката овог питања је предмет истраживања проф. др Дарка Ђога и његовог курса за докторанде „Српско интегрално становиште у теологији и историософији“  (Православни богословски факултет Св. Василија Острошког Универзитета у Источном Сарајеву).
Дарко Танасковић сматра да Обрушавање на помињање „Српског света” у политичком контексту понајпре говори о немирној савести будних критичара који знају, али никада неће признати, да је та политичка димензија значења „Српског света” актуелизована систематским оспоравањем Србима да у „њиховим” државама и срединама целовито и неоптерећено буду Срби, и то у свему ономе што Српство културно и идентитетски подразумева.
Орхан Драгаш сматра да су тумачења термина Српски свет као великодржавног концепта неоснована и да суседним земљама служе као одбрана због недостатка конкретних резултата и као начин за опстајање старих негативних стереотипа, примарно због значајног јачања Републике Србије на свим пољима деловања.
Миливоје Павловић закључује да Српски свет не би требало никога да плаши јер овај појам позива на препознавање, коришћење и афирмацију основних духовних вредности српског народа кроз историју и данас.

## Аналогије са савременим концептима других народа
Најближа данашња аналогија је француска, јер израз Le Monde français има за синоним Франкофонију.
Опет, термин српски свет може бити сродан интердисциплинарном концепту руског света, који представља политику јединства руског народа засновану на заједници руског језика и културе, односно руске државе и њене дијаспоре. Руски свет је прокламован и као званичан спољнополитички програм Владе Руске Федерације.